# فرس أبيض

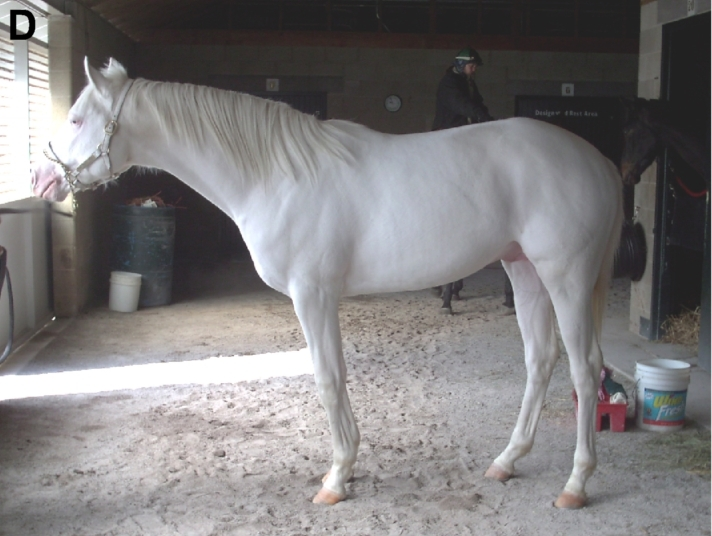
فرس أبيض أصيل كامل وناقي البياض

الفرس الأبيض هي نوعية منتشرة ومهمة من الخيل يكون في الغالب كامل البياض عند ولادته ويبقى كذلك لبقية حياته، وعيونه عادةً تكون بنية أو زرقاء أو عسلية اللون والخيول البيضاء التي تملك شعر رأس كامل البياض نادرة، وقد تولد الاحصنة البيضاء بلون رمادي أو أي لون ثم تبدأ تدريجيًا بالتحول للون الأبيض مع مرور الوقت وتقريبا جميع الخيول الرمادية ذات بشرة داكنة اللون ماعدا التي تحتوي على أي علامات بيضاء عند الولادة، لون الجلد هو الطريقة الأكثر شيوعًا للتمييز بين الخيول البيضاء والرمادية الناضجة.